# Hogna jacquesbreli
Hogna jacquesbreli is een spinnensoort in de taxonomische indeling van de wolfspinnen (Lycosidae).
Het dier behoort tot het geslacht Hogna. De wetenschappelijke naam van de soort werd voor het eerst geldig gepubliceerd in 2008 door Léon Baert & Maelfait.